# Regió d'Albula
La Regió d'Albula és una de les 11 regions del cantó dels Grisons (Suïssa). És una regió trilingüe (alemany, italià i romanx) i està format per 23 municipis repartits en 4 cercles comunals. Té una població de 8249 habitants i una superfície de 693,47 km². Està format per 23 municipis i el cap de la regió és Tiefencastel.

## Municipis
| Cercle d'Alvaschein | Cercle d'Alvaschein | Cercle d'Alvaschein  | Cercle d'Alvaschein | Cercle d'Alvaschein |
| Escut               | Nom                 | Població (Des. 2007) | Superfície in km²   | Núm. OFS            |
| ------------------- | ------------------- | -------------------- | ------------------- | ------------------- |
| Alvaschein          | Alvaschein          | 145                  | 4.08                | 3501                |
| Mon                 | Mon                 | 90                   | 8.46                | 3502                |
| Mutten              | Mutten              | 82                   | 9.96                | 3503                |
| Stierva             | Stierva             | 131                  | 10.56               | 3504                |
| Tiefencastel        | Tiefencastel        | 268                  | 14.85               | 3505                |
| Vaz/Obervaz         | Vaz/Obervaz         | 2608                 | 42.51               | 3506                |

| Cercle de Belfort | Cercle de Belfort | Cercle de Belfort    | Cercle de Belfort | Cercle de Belfort |
| Escut             | Nom               | Població (Des. 2007) | Superfície in km² | Núm. OFS          |
| ----------------- | ----------------- | -------------------- | ----------------- | ----------------- |
| Alvaneu           | Alvaneu           | 406                  | 35.63             | 3511              |
| Brienz/Brinzauls  | Brienz/Brinzauls  | 104                  | 13.37             | 3512              |
| Lantsch/Lenz      | Lantsch/Lenz      | 537                  | 21.81             | 3513              |
| Schmitten         | Schmitten         | 257                  | 11.35             | 3514              |
| Surava            | Surava            | 199                  | 6.68              | 3515              |

| Cercle de Bergün | Cercle de Bergün | Cercle de Bergün     | Cercle de Bergün  | Cercle de Bergün |
| Escut            | Nom              | Població (Des. 2007) | Superfície in km² | Núm. OFS         |
| ---------------- | ---------------- | -------------------- | ----------------- | ---------------- |
| Bergün           | Bergün/Bravuogn  | 486                  | 145.65            | 3521             |
| Filisur          | Filisur          | 491                  | 44.49             | 3522             |

| Cercle de Surses (Oberhalbstein) | Cercle de Surses (Oberhalbstein) | Cercle de Surses (Oberhalbstein) | Cercle de Surses (Oberhalbstein) | Cercle de Surses (Oberhalbstein) |
| Escut                            | Nom                              | Població (Des. 2007)             | Superfície in km²                | Núm. OFS                         |
| -------------------------------- | -------------------------------- | -------------------------------- | -------------------------------- | -------------------------------- |
| Bivio                            | Bivio                            | 217                              | 76.73                            | 3531                             |
| Cunter                           | Cunter                           | 233                              | 7.12                             | 3532                             |
| Marmorera                        | Marmorera                        | 48                               | 18.90                            | 3533                             |
| Mulegns                          | Mulegns                          | 26                               | 33.79                            | 3534                             |
| Riom-Parsonz                     | Riom-Parsonz                     | 318                              | 55.97                            | 3536                             |
| Salouf                           | Salouf                           | 209                              | 31.49                            | 3538                             |
| Savognin                         | Savognin                         | 938                              | 22.24                            | 3539                             |
| Sur                              | Sur                              | 96                               | 23.22                            | 3540                             |
| Tinizong-Rona                    | Tinizong-Rona                    | 360                              | 54.30                            | 3541                             |

## Fusions durant els anys 2000

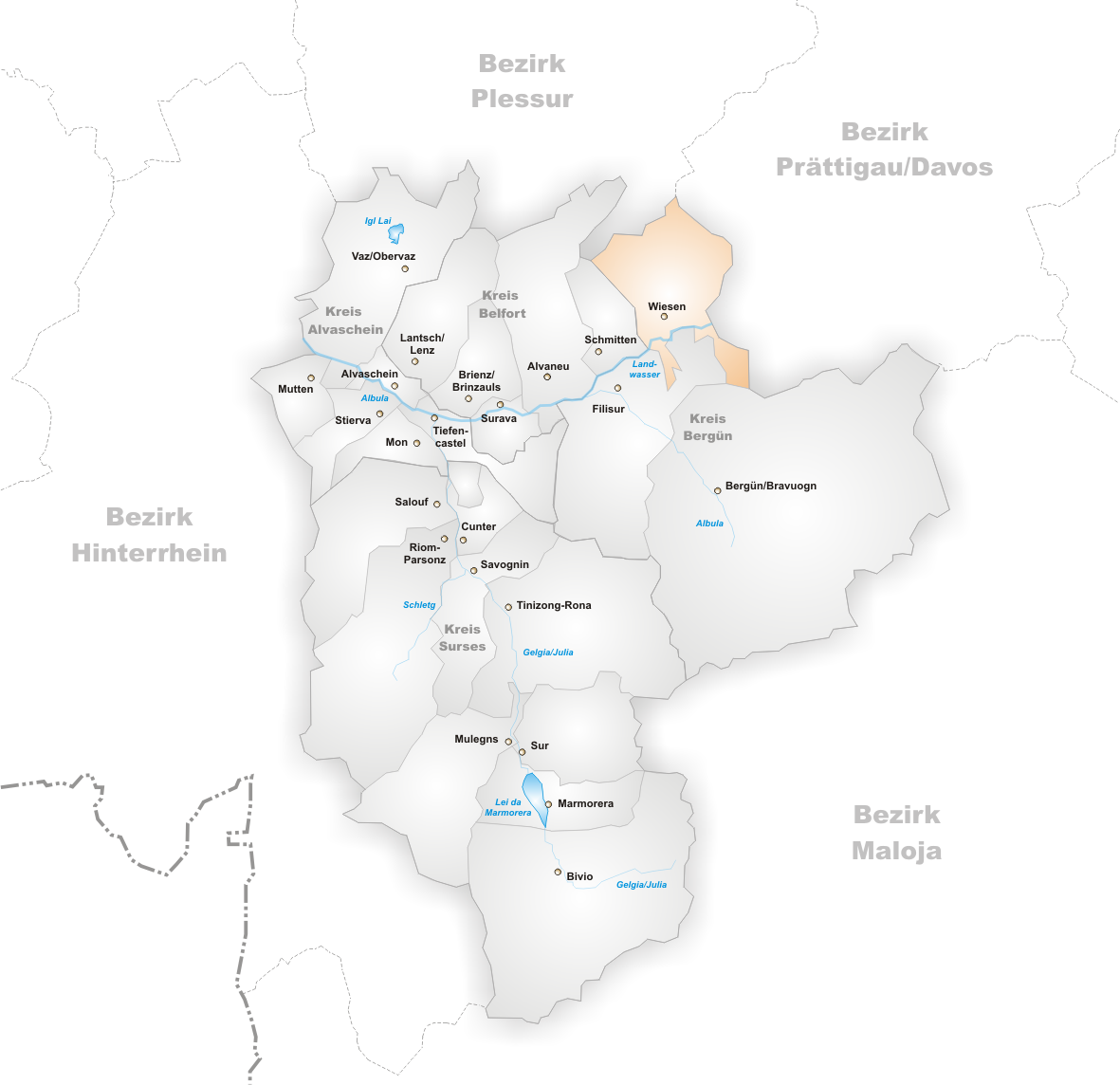
Municipis el 2008

- 2009: Davos i Wiesen → Davos